# Miss Rio Grande do Sul 2013
Miss Rio Grande do Sul 2013 foi a 59ª edição do concurso que escolhe a melhor candidata gaúcha para representar seu estado no tradicional concurso nacional. O evento contou com um total de quarenta e quatro candidatas devido as diversas seletivas municipais feitas pela organização. Da soma total, apenas vinte e cinco seguiriam para a final televisionada, pela Band Porto Alegre. Pelo concurso ter sido realizado durante o confinamento de Gabriela Markus para o Miss Universo 2012, ela não pôde coroar sua sucessora, este feito coube à segunda colocada no ano anterior, Athena Mascarenhas. Vitória Centenaro foi a grande vencedora, ela representou a cidade de Passo Fundo.

## Resultados
| Posição                 | Cidade e Candidata |
| Miss Rio Grande do Sul  | - Passo Fundo - Vitória Centenaro |
| 2º. Lugar               | - Porto Alegre - Samen dos Santos |
| 3º. Lugar               | - Pelotas - Taíse Rodrigues Dias |
| 4º. Lugar               | - Santo Ângelo - Bruna Ostrowski |
| 5º. Lugar               | - Santa Maria - Sarah Brondani |
| (TOP 15) Semifinalistas | - Camaquã - Ana Cecília Corcini - Canoas - Graziele Debastiani - Constantina - Nathália Deon - Dois Irmãos - Débora Kieling - Eldorado do Sul - Leonora Wëimer - Farroupilha - Ronédi Engroff - Roca Sales - Franciele Röhr - São Leopoldo - Jéssica Waldow - Teutônia - Bruna Passos Zanardi - Vacaria - Andrea Camargo |

### Premiação Especial
- A vencedora do Voto Popular ganha o direito de estar entre as semifinalistas da competição.

| Posição           | Cidade e Candidata                 |
| Miss Voto Popular | - Eldorado do Sul - Leonora Wëimer |

### Ordem dos Anúncios
| 1. Santo Ângelo 2. Teutônia 3. Constantina 4. Porto Alegre 5. São Leopoldo 6. Canoas 7. Camaquã 8. Roca Sales 9. Santa Maria 10. Farroupilha 11. Dois Irmãos 12. Vacaria 13. Passo Fundo 14. Pelotas 15. Eldorado do Sul | 1. Santa Maria 2. Santo Ângelo 3. Pelotas 4. Porto Alegre 5. Passo Fundo |

## Candidatas
Todas as aspirantes ao título que competiram neste ano do concurso:
| - Amaral Ferrador - Ândrea Dias - Camaquã - Ana Cecília Corcini - Canoas - Graziele Debastiani - Constantina - Nathália Deon Marcón - Dois Irmãos - Débora Kieling - Eldorado do Sul - Leonora Weimer - Estância Velha - Jociele Rodrigues - Flores da Cunha - Juliane Negrini - Farroupilha - Ronédi Engroff - Gramado - Amanda Morari - Guaíba - Ariadne Freiberger - Itaara - Aline Gonçalves - Muçum - Andressa Casanova | - Nova Petrópolis - Jéssica Metz Flores - Novo Hamburgo - Vanessa Lopes - Passo Fundo - Vitória Centenaro - Pelotas - Taíse Rodrigues Dias - Porto Alegre - Samen dos Santos - Roca Sales - Franciele Röhr - Santa Maria - Sarah Brondani - Santo Ângelo - Bruna Ostrowski - São Leopoldo - Jéssica Waldow - Teutônia - Bruna Zanardi - Vacaria - Andréa Camargo - Xangri-lá - Desireé Cocolichio |

## Jurados

### Seletiva
A lista de jurados abaixo corresponde a seletiva com as quarenta e quatro candidatas disputando as vinte e cinco vagas:
- Denis Valente, cirurgião plástico;
- Lúcia Mattos, jornalista e apresentadora;
- Carmen Flores, empresária e apresentadora
- Lourenço Gasparin, diretor do Grupo Gasparin;
- Lisiane Russo, diretora comercial da TV Bandeirantes;
- Rafaela Zanella, Miss Brasil 2006;
- Manno Escobar, cabeleireiro;
- Leonardo Meneghetti, diretor geral da Band RS;
- Roberta Westphalen, jornalista e empresária;

### Final
A lista de jurados abaixo corresponde a final televisionada com as vinte e cinco candidatas disputando o título:
- Beatriz Dockhorn, diretora do Bia Brazil;
- Cyro Santiago Rodrigues, diretor executivo do M.Grupo;
- Jeruza Tomsen Villela, diretora de Marketing Grupo Villela;
- José Bloci Garcia, diretor de marketing da Rede Agafarma;
- Lisiane Russo, diretora comercial TV Bandeirantes;
- Raphael Coutinho, diretor da Cápsula Filmes;
- Mariana Manzoli, gerente de recursos humanos da Manlec;
- Jorge Bischoff, designer de sapatos;
- Carmen Flores, apresentadora e empresária;
- Marco Tarrargo, estilista;
- Rafaela Zanella, médica e Miss Brasil 2006;
- Bruna Guma, sócia e diretora da Stylicatto;
- Brisa Hurtz, diretora da agência Mega Models RS.